# Cedronella
Genre
Classification phylogénétique
Cedronella (Moench, 1794) est un genre de plantes à fleurs de la famille des Lamiaceae. Il ne contient qu'une seule espèce (genre monotypique), Cedronella canariensis, la cédronelle.